# Maria Pallini
Maria Pallini (Avellino, 25 maggio 1984) è una politica italiana.

## Biografia
Laureata in giurisprudenza. Avvocato, consulente legale nel settore dei trasporti e delle risorse umane.
Iscritta al Meetup di Avellino.
Dopo aver partecipato alle amministrative della Città di Avellino nel 2013, si candida alle regionali in Campania nel 2015.

### Elezione a deputato
È eletta nel Collegio plurinominale Campania 2 - 01 nella lista del Movimento 5 Stelle. Componente della Commissione XI (Lavoro pubblico e privato), ove ricopre il ruolo di Capogruppo per il M5S dal 21 giugno 2018, nello stesso anno scrive la sua prima proposta di legge riguardante la difesa dei diritti dei Cittadini nei concorsi pubblici, intitolata “Divieto di inserire il requisito del voto di laurea nei bandi di concorsi pubblici”.
Il 21 giugno 2022 abbandona il Movimento per aderire a Insieme per il futuro, a seguito della scissione guidata dal ministro Luigi Di Maio.